# Девятое правительство Израиля
Девятое правительство Израиля (ивр. ממשלת ישראל התשיעית‎) было сформировано Давидом Бен-Гурионом 17 декабря 1959 после парламентских выборов 1959. Правительство было коалиционным, как и предыдущее, Бен-Гурион в значительной степени сохранил партнеров по коалиции из предыдущего правительства (МАПАЙ, МАФДАЛ, МАПАМ, Ахдут ха-Авода, Прогрессивная партия и Сельское хозяйство и развитие), включив в коалицию израильские арабские партии Прогресс и развитие и Сотрудничество и братство.
Бен-Гурион ушел в отставку 31 января 1961 года, после объявления фракциями Херут и Партией общих сионистов голосования вотума недоверия правительству в связи с публикацией выводов «Комитета семи» в отношении дела Лавона. В конце февраля Бен-Гурион проинформировал президента Ицхака Бен-Цви, что не может сформировать новое правительство, после чего в марте Кнессет был распущен и объявлены новые выборы.
| Девятое правительство Израиля               | Девятое правительство Израиля                             | Девятое правительство Израиля |
| Должность                                   | Имя, фамилия                                              | Партийная принадлежность      |
| ------------------------------------------- | --------------------------------------------------------- | ----------------------------- |
| Премьер-министр Министр обороны             | Давид Бен-Гурион                                          | МАПАЙ                         |
| Министр сельского хозяйства                 | Моше Даян                                                 | МАПАЙ                         |
| Министр развития                            | Мордехай Бентов                                           | МАПАМ                         |
| Министр образования и культуры              | Залман Аран (до 10 мая 1960) Абба Эвен (с 3 августа 1960) | МАПАЙ                         |
| Министр финансов                            | Леви Эшколь                                               | МАПАЙ                         |
| Министр иностранных дел                     | Голда Меир                                                | МАПАЙ                         |
| Министр здравоохранения                     | Исраэль Барзилай                                          | Ахдут ха-Авода                |
| Министр внутренних дел                      | Хаим Моше Шапира                                          | МАФДАЛ                        |
| Министр юстиции                             | Пинхас Розен                                              | Прогрессивная партия          |
| Министр труда                               | Гиора Йосефталь                                           | МАПАЙ                         |
| Министр внутренней безопасности             | Бехор-Шалом Шитрит                                        | МАПАЙ                         |
| Министр связи                               | Биньямин Минц (до 30 мая 1960)1                           | МАФДАЛ                        |
| Министр по делам религий                    | Яаков Моше Толедано (до 15 октября 1960)1                 | Не являлся депутатом кнессета |
| Министр торговли и промышленности           | Пинхас Сапир                                              | МАПАЙ                         |
| Министр транспорта                          | Ицхак Бен-Аарон                                           | Ахдут ха-Авода                |
| Министр социального обеспечения             | Йосеф Бург                                                | МАФДАЛ                        |
| Министр без портфеля                        | Абба Эвен (до 3 августа 1960)                             | МАПАЙ                         |
| Заместитель министра обороны                | Шимон Перес                                               | МАПАЙ                         |
| Заместитель министра образования и культуры | Ами Асаф                                                  | МАПАЙ                         |
| Заместитель министра внутренних дел         | Шломо-Исраэль Бен-Меир                                    | МАФДАЛ                        |

1Умер, находясь в должности